# Пісні наших днів
Пісні Наших Днів (ПНД) — український гурт, створений в 2009 році в Києві. Це спільний акустичний проект учасників гурту ТОЛ — вокаліста Василя Прозорова і бас-гітариста Джимбо, і Антона Семикопенка (MED, the ВЙО)
Абревіатура зазвичай ПНД розшифровується як «психоневрологічний диспансер», але іноді назву ПНД розшифровували по буквах імен учасників — Прозоров, АНтон, Джимбо, а згодом П&Д — Прозоров і Джимбо. Але у 2016 році визначились із новою розшифровкою назви — «Пісні наших днів».

## Історія
У березні 2009 року вперше виступили на Slipknot Cover Party в київському клубі Бінго, виконавши кавер на пісню «Circle» і дві власні пісні. Влітку на студії Антона Семикопенко були записані дві перші пісні для альбому "Ванная" та "После Дождя" .
У січні 2010 року отримують гран-прі на Bingo Cover Show.
У березні 2010 року вийшов перший альбом «Два Аккорда» (ІншаМузика/Moon Records). Альбом складається з пісень Прозорова, написаних ним в проміжок часу з 2000 по 2009 рік поза творчістю його основного гурту — ТОЛ.
У жовтні 2011 року гурт залишив Антон Семикопенко.
2 червня 2012 року відбувся перший (після відходу Антона Семикопенка) концерт ПНД в культовому дніпродзержинському клубі Торба.
Незабаром замість Антона в команду прийшов Олександр «Дічь» Грідін (гітарист і один з вокалістів гурту МегамасС), який раніше «засвітився» в пісні «Сова (Брокер)» з першої платівки, і ПНД почали працювати над новим матеріалом та відіграли кілька яскравих концертів.
На студії RevetSound (саундпродюсер — Сергій «KNOB» Любинський) записаний новий сингл — «DRUG».
19 жовтня 2014 року П&Д (ex-ПНД) виступили на Lviv Acoustic Fest.
У 2016 році гурт змінив розшифровку абревіатури і 4 листопада видав другий альбом, від назвою «Про любов». Альбом містить 10 композицій тривалістю 48.12 хв., записаних на студіях ManGo Music і Na hati records, разом з суандпродюсером Alex J Kramer. Інтернет-видання LiRoom оцінило альбом на 7/10, відмітивши що це "не музика на кожен день", але "якщо вам вона зайде - то з кожним прослуховуванням вийде відкривати нові грані кожної пісні".

## Склад
- Василь «Прозоров» Переверзєв — вокал, слова, акустична гітара
- Марія Радченко — віолончель;
- Анастасія Коняєва — скрипка;
- Олексій Носенко — бас-гітара.

### Колишні учасники
- Олександр «Дічь» Грідін — акустична гітара, електрогітара
- Антон «Тоха» Семикопенко — електрогітара
- Дмитро «Джимбо» Дзюба — скрипка, труба

## Дискографія

### Студійні альбоми
- «Два Аккорда» (2010)
- «Про любов» (2016)

### Сингли
- «TheVISLA» (за уч. Каті Гапочки)
- «DRUG»
- «Про любов»
- «М1»
- «Ghita»

## Відеографія
- «Пингвинья (Время)», 2014, режисер і режисер монтажу — Прозоров, оператор — Олексій Носенко.
- «Про Любов», 2016, Chupacabra production, режисер-оператор — Кадім Тарасов.
- «М1», 2016, Chupacabra production, режисер постановник та режисер монтажу — Прозоров, оператор — Олексій Носенко.
- «Ghita», 2016, Chupacabra production, режисер — Віктор Придувалов, режисер монтажу — Прозоров, оператор — Євген Креденцер.